# Hökmossens gård

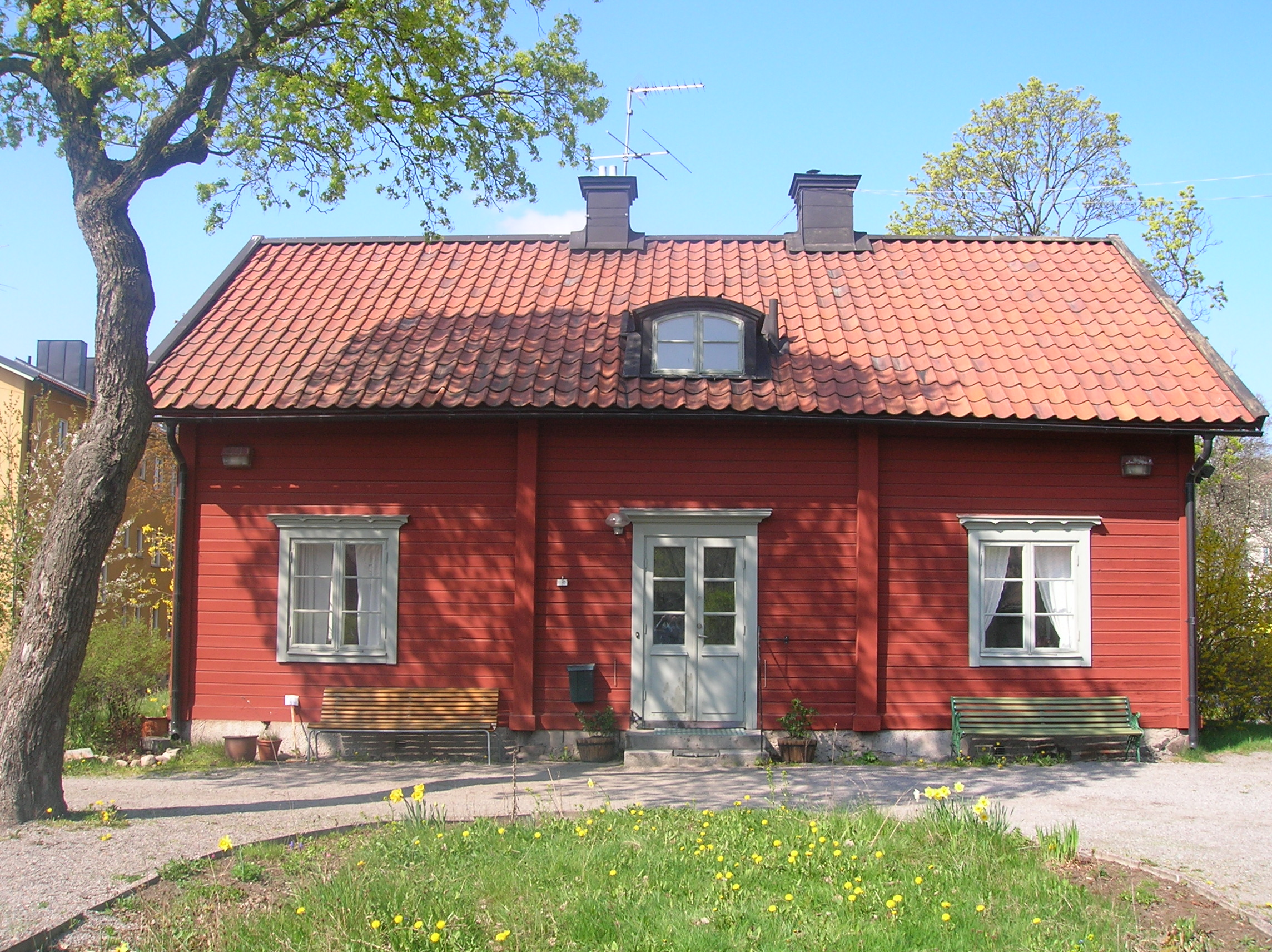
Hökmossens gård 2008.

Hökmossens gård är en gård från 1750-talet belägen i Hökmossen, Stockholms kommun. Den var ursprungligen ett torp som hörde till Västberga gård. I och med stadens expansion förvärvades delar av Västberga av Stockholms stad år 1935. Sedan mitten av 1990-talet bedriver Kulturföreningen Hökmossens Gård verksamhet i huset.

## Historik

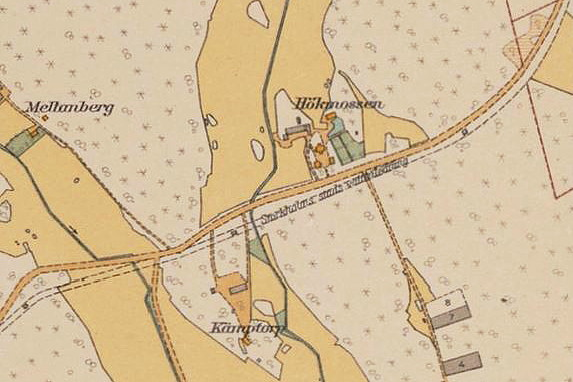
Hökmossen och Kämptorp på en karta från 1920-talet. Diagonalt över kartbilden sträcker sig Södertäljevägen.

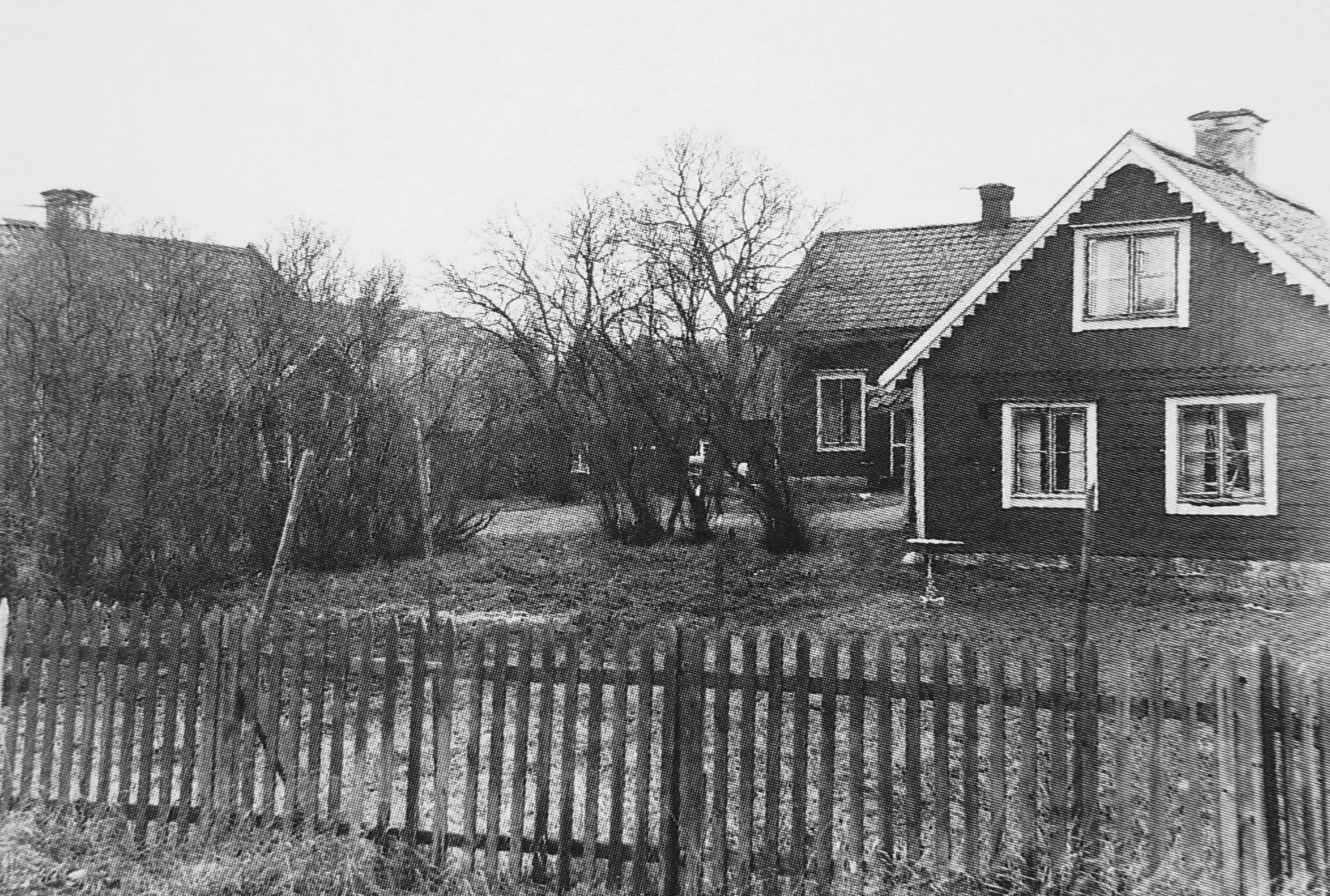
Hökmossens gård, östra flygeln 1943.

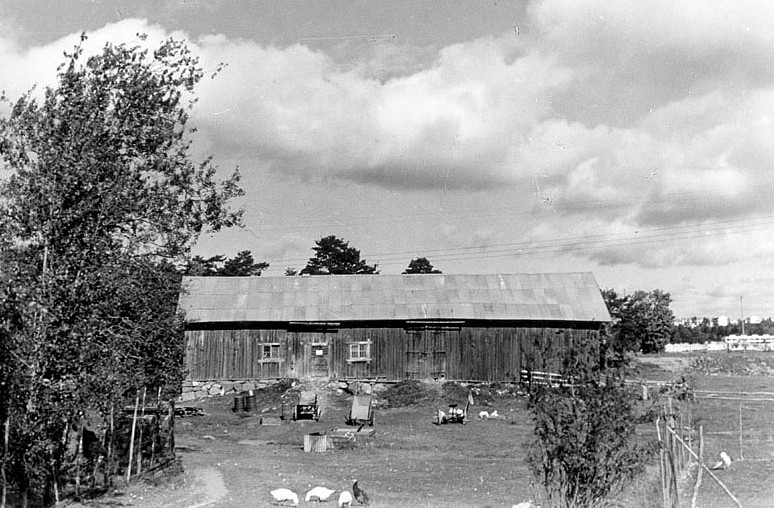
Hökmossens lada 1940 (numera riven).

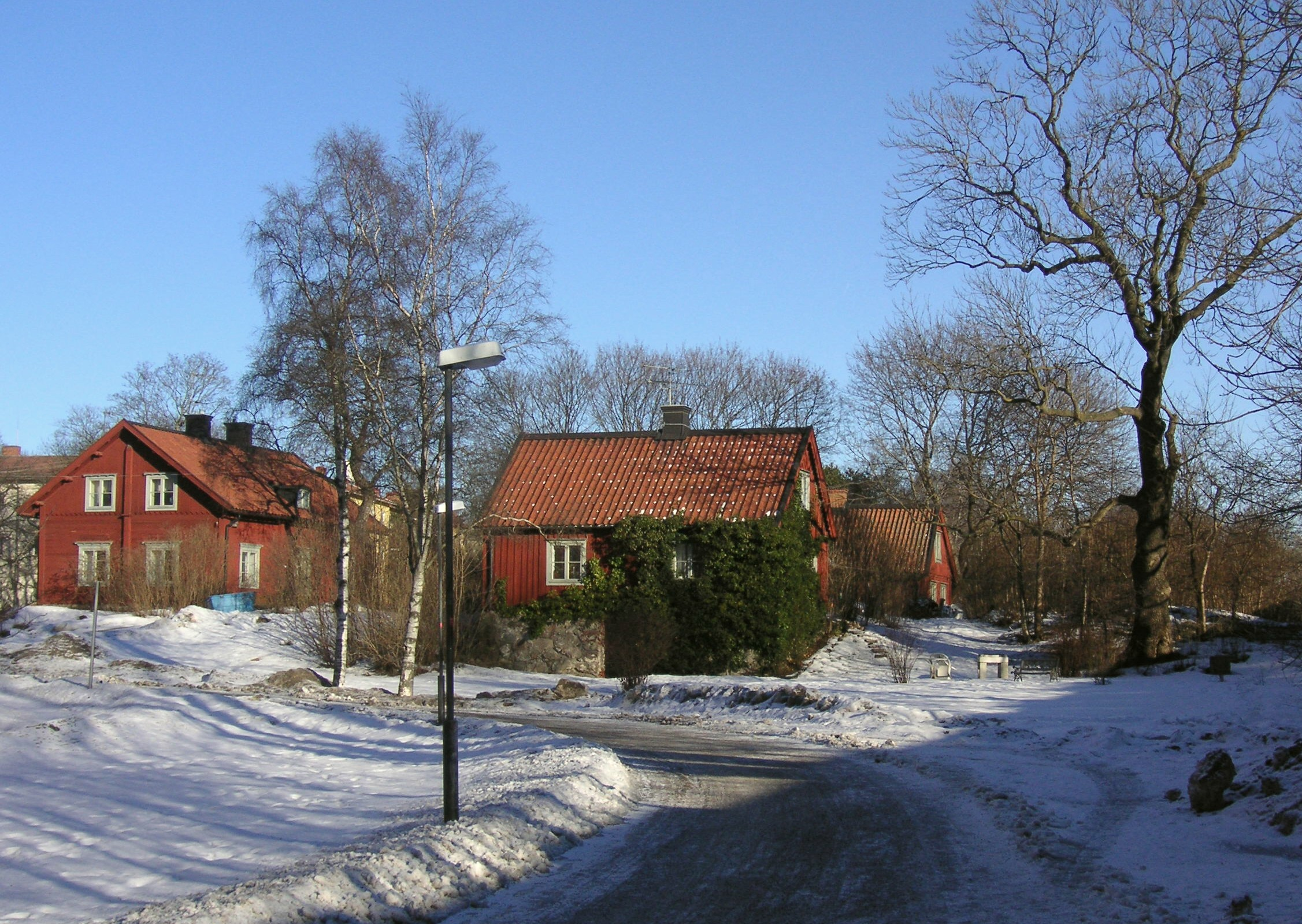
Gården med flyglarna från norr 2011.

Första gången krontorpet Hökmossen omtalas skriftligt är i en akt från Krigsarkivet från år 1748, där det kallas Hökmåsen. Namnet härrör från en norr om gården belägen, numera försvunnen mosse.
Den 5 augusti 1776 sålde Arren von Kapelman, Bellmans svåger och tillika ägare till Hägerstens gård, frälseskattetorpet Hökmossens gård, eller Kristineberg, för 600 daler till Johan Rydgren, köksvaktaren vid Kungliga slottet.
Avstyckningen skedde på den del av Hägerstens skog och utmarker som låg vid den så kallade Hökmossen, en mosse som fanns i området. Torpet fick namn efter mossen. Söder om gården gick gamla Södertäljevägen numera ombyggd till E4/E20 och 1904 drogs Stockholms stads huvudvattenledning förbi torpet. 
Hökmossens gård består av en huvudbyggnad och två små flygelbyggnader. De tre byggnader som finns kvar idag utgör inte hela dåtidens Hökmossens gård. Lite längre upp mot Mellanbergsvägen låg statarbyggning, mjölkkammare, magasin, loge, stall, fähus, svinhus, vagnshus, brunn och en ankdamm. Från år 1935 ägdes gården av Stockholms stad. 1964 påbörjades ombyggnad till ungdomsgård. Gården hyrdes ut till olika föreningar i Hägersten och byggnaderna har rustats ytterligare.

## Gården i nyare tid
Från och med 1997 förvaltas gården av Liljeholmens stadsdelsförvaltning. År 1994 bildades Kulturföreningen Hökmossens Gård med hjälp av medlemsavgifter, lotterier, basarer, auktioner samt gåvor. Pengarna går till den egna verksamheten, som är studiecirklar, litterära kaféer och anordnanden av kulturresor.
De kvarvarande byggnaderna är grönklassade av Stockholms stadsmuseum vilket innebär "bebyggelse som är särskilt värdefull från historisk, kulturhistorisk, miljömässig eller konstnärlig synpunkt".